# Robert Žan
Robert Žan (ur. 28 kwietnia 1967 w Jesenicach) – słoweński narciarz alpejski reprezentujący Jugosławię, złoty medalista mistrzostw świata juniorów.

## Kariera
Po raz pierwszy na arenie międzynarodowej Robert Žan pojawił się w 1985 roku, startując na mistrzostwach świata juniorów w Jasnej. Zwyciężył tam w gigancie, wyprzedzając bezpośrednio dwóch Austriaków: Bernda Stöhrmanna i Johana Hofera. Na tej samej imprezie zajął także 44. miejsce w zjeździe. W zawodach Pucharu Świata zadebiutował w drugiej połowie lat 80.. Pierwsze pucharowe punkty wywalczył 17 stycznia 1988 roku w Bad Kleinkirchheim, zajmując czwarte miejsce w slalomie. Walkę o podium przegrał tam z Austriakiem Bernhardem Gstreinem. Była to jego najlepsza lokata w zawodach tego cyklu. Najlepsze wyniki osiągnął w sezonie 1988/1989, kiedy w klasyfikacji generalnej zajął 69. miejsce. W 1988 roku wystartował na igrzyskach olimpijskich w Calgary, gdzie w gigancie zajął 23. miejsce, a rywalizacji w slalomie nie ukończył. W 1990 roku zakończył karierę.

## Osiągnięcia

### Igrzyska olimpijskie
| Miejsce | Dzień     | Rok  | Miejscowość | Konkurencja | Czas biegu  | Strata  | Zwycięzca     |
| ------- | --------- | ---- | ----------- | ----------- | ----------- | ------- | ------------- |
| 23.     | 25 lutego | 1988 | Calgary     | Gigant      | 2:06,37 min | +5,81 s | Alberto Tomba |
| DNF     | 27 lutego | 1988 | Calgary     | Slalom      | 1:39.47 min | –       | Alberto Tomba |

### Mistrzostwa świata juniorów
| Miejsce | Dzień     | Rok  | Miejscowość | Konkurencja | Czas biegu  | Strata  | Zwycięzca          |
| ------- | --------- | ---- | ----------- | ----------- | ----------- | ------- | ------------------ |
| 44.     | 28 lutego | 1985 | Jasná       | Zjazd       | 1:18,01 min | +4,92 s | Giorgio Piantanida |
| 1.      | 2 marca   | 1985 | Jasná       | Gigant      | 2:17,55 min | –       | –                  |

### Puchar Świata

#### Miejsca w klasyfikacji generalnej
- sezon 1988/1989: 69.
- sezon 1989/1990: 76.
- sezon 1990/1991: 93.

#### Miejsca na podium
Žan nie stawał na podium zawodów PŚ.